# Eric Sato
Pour les articles homonymes, voir Sato.
Eric Anthony Teruo Sato (né le 5 mai 1966 à Santa Monica) est un joueur américain de volley-ball. Avec l'équipe des États-Unis de volley-ball, il remporte la médaille d'or aux Jeux olympiques d'été de 1988 à Séoul et la médaille de bronze aux Jeux olympiques d'été de 1992 à Barcelone. Il a aussi été un joueur de beach-volley en 1989.
Il est le frère de la joueuse de volley-ball Liane Sato.